# Tuomas Holopainen
Tuomas Lauri Johannes Holopainen (sinh ngày 25 tháng 12 năm 1976) là một songwriter, nhạc sĩ đa nhạc cụ (nhưng thường là một keyboardist), nhà biên kịch và nhà sản xuất âm nhạc người Phần Lan, được biết đến nhiều nhất là người sáng lập, thủ lĩnh, keyboardist và songwriter của ban nhạc symphonic metal Nightwish. Anh cũng đã học về jazz và phong cách nhạc cổ điển, nhưng thứ ảnh hưởng nhiều nhất đến phong cách của anh là những bản nhạc phim với âm hưởng êm dịu.
Anh cũng tham gia trong các ban nhạc Nattvindens Gråt và Darkwoods My Betrothed. Dự án bên lề hiện tại của anh là ban nhạc gothic metal For My Pain... và ban nhạc của Timo Rautiainen.
Holopainen đã viết một số bài hát dùng làm các bản soundtrack trong các bộ phim, bao gồm việc hợp tác với bassist kiêm ca sĩ nam chính của Nightwish Marco Hietala trong "While Your Lips Are Still Red", cho bộ phim của Phần Lan Lieksa! năm 2007. Anh cũng là đồng sáng tác trong kịch bản bộ phim của chính Nightwish, Imaginaerum, ra mắt tháng 11 năm 2012.

## Tiểu sử
Tuomas Holopainen sinh ra tại Kitee, Phần Lan vào ngày 25 tháng 12 năm 1976, là con trai của doanh nhân Pentti Holopainen và Kirsti Nortia-Holopainen. Anh có một chị gái là Susanna, hiện là một bác sĩ phẫu thuật, và một anh trai là Petri, là một trợ lý khám nghiệm tử thi. Tài năng về âm nhạc và khả năng biểu hiện chúng thành lời của anh bộc lộ từ khá sớm. Mẹ của Holopainen đã đăng ký cho anh học lớp piano trong trường khi lên bảy tuổi, và Holopainen sau đó tiếp tục học về clarinet, tenor saxophone, piano và lý luận âm nhạc trong mười một năm tại một trường cao đăng âm nhạc. Tuomas không hề có chút hứng thú nào với metal cho đến khi một người bạn tại ngôi trường anh theo học theo một dự án trao đổi sinh viên nước ngoài đưa anh tới xem buổi biểu diễn của Metallica và Guns N' Roses ở Mỹ, và anh chết mê chết mệt.
Holopainen tham gia một ban nhạc lần đầu tiên vào năm 1993. Anh chơi trong một số ban nhạc, bao gồm đảm nhiệm phần keyboard trong ba album của ban nhạc black metal Darkwoods My Betrothed và chơi trong Dismal Silence, Nattvindens Gråt và Sethian. Holopainen là một fan của Disney, J. R. R. Tolkien và Dragonlance. Trả lời phỏng vấn năm 2006, Holopainen tự nhận mình là một người "không theo tôn giáo nào, nhưng là một người cởi mở và biết suy nghĩ độc lập". Anh không quan niệm "tôn giáo là xấu", chủ yếu là "những diễn giải của con người về nó." Tín ngưỡng riêng của anh là một điều gì đó thuộc về cá nhân nhiều hơn.

## Sự nghiệp âm nhạc

### Thành lập và ra mắt sản phẩm đầu tiên
Tháng 7/1996, Holopainen bắt đầu nghĩ đến việc lập một ban nhạc của riêng anh, mà trong đó anh có thể viết nhạc và chơi keyboard. Đây chính là sự ra đời của Nightwish, khi cả ba người cùng ngồi quanh đống lửa trại, và anh hỏi Emppu Vuorinen (guitar) cùng người bạn học Tarja Turunen (vocal) để gia nhập một dự án mà sau này được biết là một ban nhạc với định hướng ban đầu là acoustic. Sau khi nghe giọng hát mạnh mẽ của Turunen, và những ảnh hưởng metal từ Vuorinen và tay trống Jukka Nevalainen, Tuomas quyết định chuyển Nightwish theo định hướng metal.
Bản phát hành không phải demo đầu tiên của Nightwish, Angels Fall First, phát hành năm 1997, và tiếp theo là Oceanborn năm 1998. Năm 1999, Holopainen và các thành viên của một số ban nhạc metal Phần Lan khác như Embraze, Eternal Tears of Sorrow, Charon và Reflexion khởi động một dự án gothic metal với việc thành lập supergroup For My Pain.... Tuy nhiên, do tất cả các thành viên đều bận rộn với ban nhạc của riêng mình, dự án sau đó bị tạm dừng.
Album phòng thu thứ ba của Nightwish, Wishmaster, ra mắt năm 2000. Album này thậm chí còn bán chạy hơn cả hai album trước. Năm 2001, một lần nữa ý tưởng về For My Pain... được đưa lên, và các thành viên bắt đầu lên kế hoạch ra mắt.

### Nổi tiếng thế giới

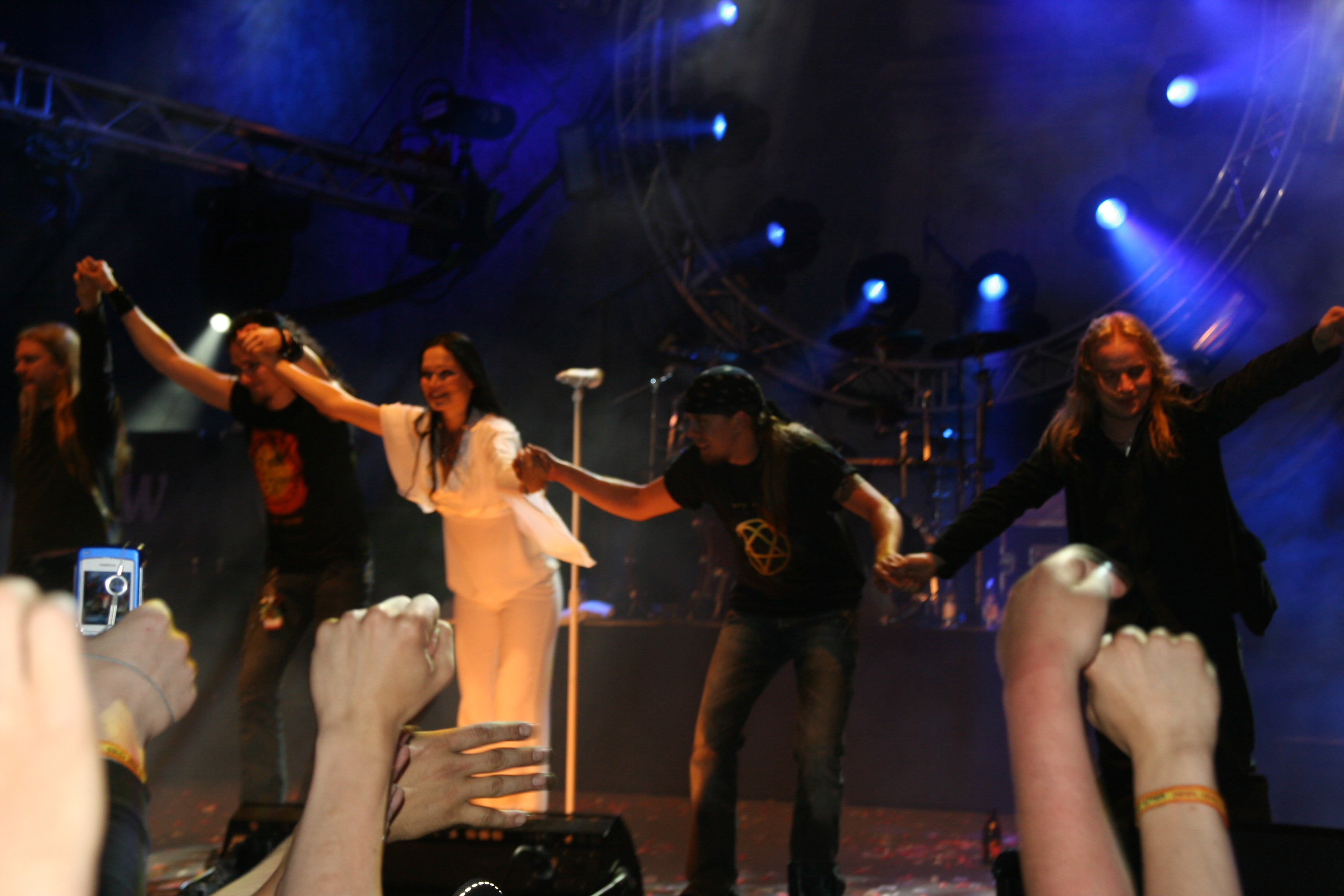
Nightwish biểu diễn năm 2005.

Trong album phòng thu thứ tư Century Child của Nightwish, ra mắt năm 2002, Holopainen bắt đầu hợp tác với những dàn nhạc giao hưởng của Phần Lan và Vương quốc Anh, đây là một sự thay đổi trong phong cách âm nhạc của ban nhạc và phong cách kết hợp của Holopainen, và cũng cho phép tự do hơn với những nhạc cụ thêm vào. Việc sử dụng các yếu tố dàn nhạc đã có mặt trong các bản phát hành album phòng thu của Nightwish từ đó cho đến 31 tháng 12 năm 2007.
Năm 2003, For My Pain... phát hành album đầu tay của mình, mang tên Fallen. Album được đón nhận nồng nhiệt, nhưng ban nhạc mất đi một lượng fan lớn do việc chậm ra các album mới –- cũng với lý do này mà Fallen bị trì hoãn tới bốn năm. Năm 2004, For My Pain... phát hành "Killing Romance", một đĩa đơn cho thị trường Phần Lan với ba bài hát trước đó chưa được phát hành: "Killing Romance", "Joutsenlaulu" và "Too Sad to Live".
Album phòng thu thứ năm của Nightwish, Once được phát hành vào năm 2004, và là một sự đột phá của họ tới thị trường Hoa Kỳ. Những đĩa đơn như "Nemo" và "Wish I Had an Angel" được phát trên kênh truyền hình MTV. Nightwish bắt đầu tour du lịch rộng lớn nhất của họ cho đến nay, Once World Tour, lần đầu tiên tới một số quốc gia như Nhật Bản. Sau khi buổi hòa nhạc cuối cùng (một buổi biểu diễn được quay tại Hartwall Areena, Phần Lan được giới thiệu trên DVD End of an Era vào năm 2006), tháng 10 năm 2005, Nightwish gửi tới Tarja Turunen một bức thư giải thích lý do sa thải cô khỏi ban nhạc.

### Sự nghiệp hiện tại
Trong năm 2006, Holopainen phải trải qua một thời kỳ đen tối đầy lo lắng và trầm cảm, càng tệ hơn bởi những tin đồn về bản thân và Nightwish trong các tờ báo lá cải hàng ngày. Những sự kiện này là cảm hứng của ông cho Dark Passion Play, album phòng thu thứ sáu của Nightwish.

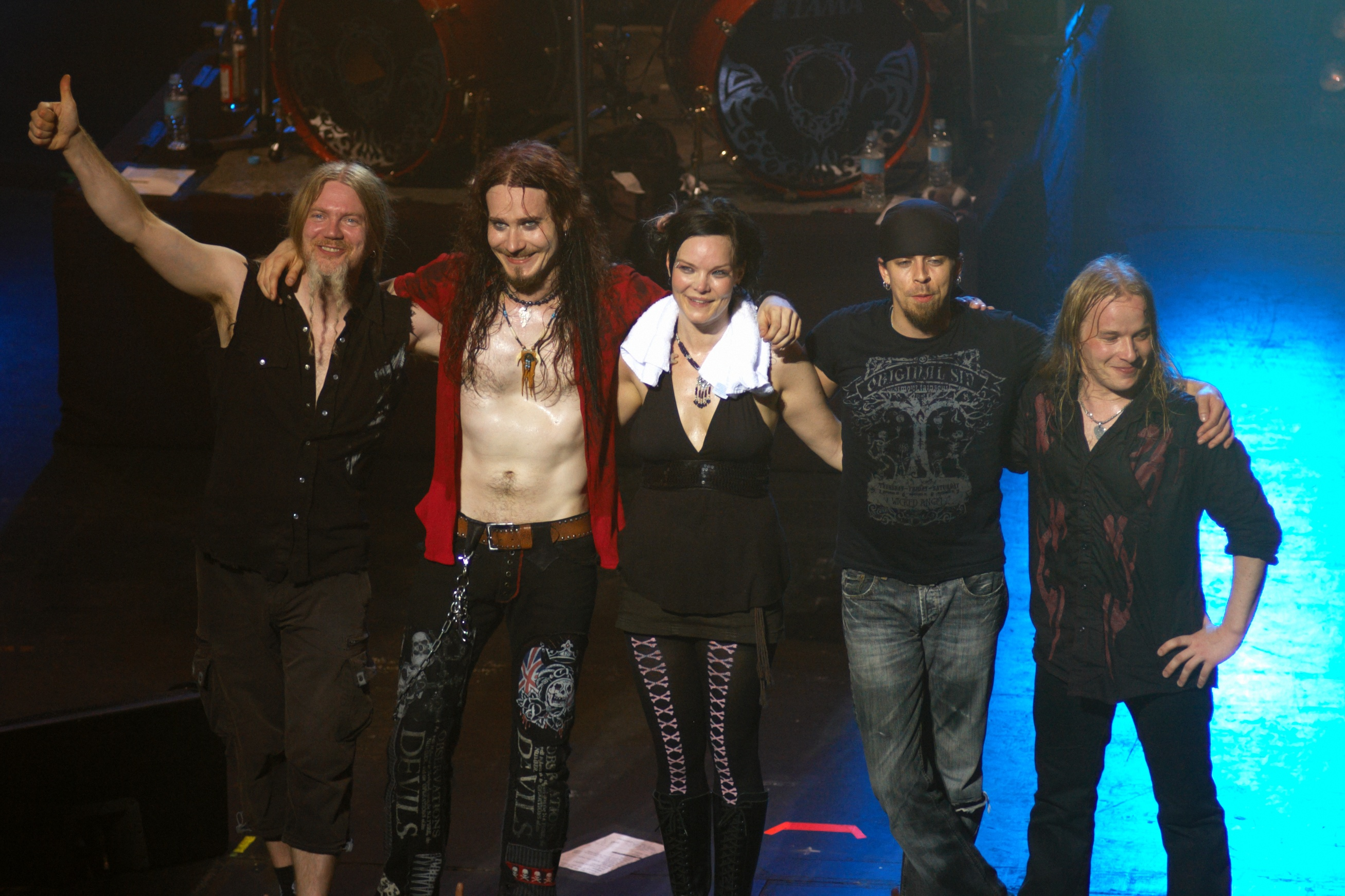
Nightwish biểu diễn tại Melbourne, Australia, ngày 30 tháng 1 năm 2008.

Sau sự chia tay của giọng ca heavy metal Timo Rautiainen với Trio Niskalaukaus, ông phát hành album solo đầu tiên của mình mang tên Sarvivuori với một đội ngũ tới từ nhiều ban nhạc khác nhau, bao gồm cả Holopainen chơi keyboard. Holopainen cũng đã viết một bài hát trong album. Đầu năm 2007, For My Pain... công bố rằng họ sẽ sớm bắt đầu thu âm sản phẩm tiếp theo sau Fallen, nhưng mùa thu năm đó các thông tin cho thấy album một lần nữa bị hoãn lại.
Tháng tư năm 2007, Holopainen hợp tác với người bạn thân thiết của anh trong Nightwish, Marco Hietala để viết một bài hát chủ đề cho bộ phim của Phần Lan Lieksa!. "While Your Lips Are Still Red" chính là bài hát đầu tiên anh viết riêng cho một bộ phim, mặc dù một số bài hát của Nightwish ("Nemo", "Wish I Had an Angel", "Amaranth") đã được đưa vào làm soundtrack trong các bộ phim. Holopainen nói rằng viết nhạc phim là một điều gì đó anh muốn làm trong tương lai. Trong "While Your Lips Are Still Red", ngoài Holopainen chơi piano, thì Marco Hietala hát chính và chơi guitar bass mộc, và Jukka Nevalainen chơi trống.
Trong năm 2007, Holopainen chơi keyboard cho ban nhạc punk Phần Lan Kylähullut trong EP Lisää persettä rättipäille của họ. Anh cũng chơi keyboard trong album tiếp theo của họ Peräaukko sivistyksessä. Ta có thể nghe thấy giọng hát của Holopainen trong những đoạn điệp khúc trong cả hai sản phẩm này.
Giọng ca mới cho Nightwish được tiết lộ vào tháng 5/2007: ca sĩ người Thụy Điển Anette Olzon, người xuất hiện trong Dark Passion Play, phát hành vào cuối tháng 8 năm đó. Ngày 8 tháng 5 năm 2008, có thông báo rằng Holopainen sẽ là nhà sản xuất cho ban nhạc pop/rock Phần Lan Indica trong album tiếp theo, Valoissa, được phát hành vào mùa thu năm 2008. Holopainen cũng được ghi nhận đã giúp đỡ trong quá trình sản xuất album thứ ba của tay chơi nhạc trance Orkidea, Metaverse năm 2008, cho sự hợp tác trong phiên bản tạo bởi Orkidea của bài hát Nightwish "Bye Bye Beautiful" (Nightwish - Bye Bye Beautiful (DJ Orkidea Remix)).
Album phòng thu thứ bảy của Nightwish, Imaginaerum, được phát hành vào ngày 30 tháng 11 năm 2011 tại Phần Lan và tại Bắc Mỹ vào ngày 10 tháng 1 năm 2012.

## Dự án solo
Holopainen hiện đang chuẩn bị cho dự án solo của chính mình, dự kiến sẽ được phát hành vào đầu năm 2014. Holopainen đã tuyên bố trên trang web của mình, The Escapist, rằng ông có kế hoạch dành toàn bộ thời gian của mình để sáng tác cho các dự án trong tháng hai đến tháng 4 năm 2013 sau tour diễn Imaginaerum World Tour của Nightwish. Tính đến ngày 20 tháng 11 năm 2012, năm bài hát đã hoàn thành, nhưng vẫn đang ở trong "những cửa ải đầu tiên."

## Phong cách âm nhạc

### Sáng tác
Holopainen là một nguồn cảm hứng cho các ban nhạc khác, đặc biệt là trong các thể loại symphonic metal, gothic và power metal. Simone Simons, ca sĩ chính của Epica, chia sẻ rằng cô bắt đầu hát vì nghe âm nhạc của Nightwish. Cựu ca sĩ của Visions of Atlantis, Nicole Bogner, cũng thừa nhận rằng Nightwish đã truyền cảm hứng cho ban nhạc, đặc biệt là album đầu tiên của họ.

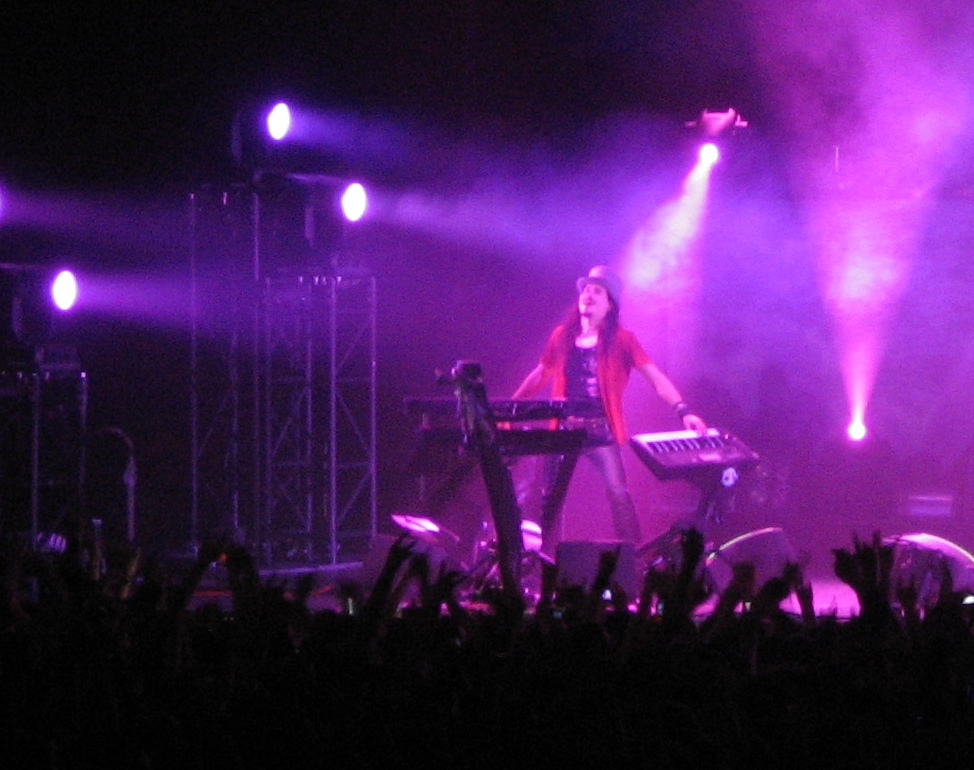
Tuomas biểu diễn cùng Nightwish tại Paris, Pháp, ngày 6/4/2008.

Sander Gommans của After Forever nói rằng Nightwish "chắc chắn sẽ ảnh hưởng đến chúng tôi trong việc tạo ra những bài hát mới". Thủ lĩnh ban nhạc power metal Phần Lan Sonata Arctica Tony Kakko, người đã làm việc với Nightwish cả trong việc tạo ra bản song ca "Beauty and the Beast" với Tarja Turunen và là một người ủng hộ ban nhạc hết mực, đã nhiều lần giải thích Nightwish có ảnh hưởng to lớn thế nào với anh.

### Ca hát
Trong những ngày đầu của Nightwish, Holopainen là nam ca sĩ của ban nhạc, đảm nhiệm tất cả những phần giọng hát nam trong Angels Fall First. Trong những sản phẩm tiếp theo, ban nhạc bắt đầu tuyển mộ những ca sĩ nam tạm thời, do Holopainen thích tập trung vào việc chơi keyboard hơn. Tuy nhiên, anh cũng đã hát live ca khúc Beauty and the Beast mỗi khi ban nhạc không có sẵn những nam ca sĩ tạm thời, góp giọng trong The Carpenter của Angels Fall First, đệm những tiếng hô trong Moondance của Oceanborn cũng như hát Master Passion Greed (ca khúc trong Dark Passion Play), mặc dù những bài hát không bao giờ được anh biểu diễn trực tiếp (với ngoại lệ là The Carpenter, được biểu diễn tại Tavastia Club, Helsinki vào năm 1998). Holopainen cũng thực hiện phần thì thầm cho phần nền ca khúc While Your Lips Are Still Red, nhưng anh cũng không biểu diễn chúng trực tiếp.
Trong profile của mình trên Nightwish.com, Holopainen mô tả rằng trải nghiệm kỳ lạ nhất trên sân khấu của anh là " 'hát' trước 20.000 người," và cơn ác mộng tồi tệ nhất của mình trên sân khấu là "phải hát một lần nữa."

### Đồ biểu diễn
Holopainen ưa thích sử dụng nhạc cụ và synthesizer của Korg khi biểu diễn trực tiếp và thực hiện công việc thu âm. Sau khi sử dụng một chiếc M1 mượn từ trường học của mình, anh đã mua một chiếc đàn Korg N364 từ tiền vay mượn của cha mình, bộ mà anh tiếp tục sử dụng để biểu diễn cho đến khi kết thúc "Once Upon A Tour".
Anh sau đó thêm vào một chiếc Korg Trinity, sau đó được thay thế bằng Triton. Trong năm 2004, chiếc Korg Karma mới sau đó cũng được thêm vào bộ nhạc cụ của anh.
Năm 2007, để chuẩn bị cho Dark Passion Play Tour, chiếc N364 được thay thế bởi hai chiếc Korg TR để thực hiện công việc bảo trì và sửa chữa một cách dễ dàng hơn.
Anh cũng sử dụng giá đứng K&M Spider.
Holopainen có một cách tiếp cận rất trực quan để thiết lập bộ nhạc cụ biểu diễn của mình. Trong những buổi biểu diễn cuối cùng trong tour diễn Once, anh sơn toàn bộ keyboard của mình màu trắng, và chuyển qua màu tím trong tour Dark Passion Play.
Ngoài ra, anh thường để một mô hình cao 12 inch của Edward Scissorhands trên keyboard hai tầng của mình, và một mô hình Jack Sparrow (trong loạt phim Pirates of the Caribbean) trên keyboard đơn (bên tay trái). Trong một số buổi biểu diên của tour Dark Passion Play, Holopainen cũng có một con thuyền được đặt tên là Ocean Soul để xung quanh keyboard của mình.
Holopainen sử dụng một chiếc đàn Korg Oasys trong phòng thu, và một vài bản sửa đổi từ nhà máy của Oasys cũng được sử dụng trong Dark Passion Play, nhưng những phần âm thanh này vẫn chưa được biểu diễn trên sân khấu, thay vào đó là một số phiên bản được lấy mẫu và nạp vào trong những chiếc Triton của Holopainen.

### Thiết bị
- Korg N364 – nhạc cụ (sử dụng lại trong tour Imaginaerum)
- Korg Triton – nhạc cụ (không còn sử dụng)
- Korg KARMA – nhạc cụ (Imaginaerum Tour)
- Korg OASYS – nhạc cụ (chỉ sử dụng trong phòng thu)
- Korg TRINITY – nhạc cụ (không còn sử dụng)
- Korg TR (x2) – nhạc cụ (Dark Passion Play Tour)
- Korg Kronos – nhạc cụ (Imaginaerum Tour)